# Mitchell te Vrede
Mitchell te Vrede (ur. 7 sierpnia 1991 w Amstelveen) – holenderski piłkarz grający na pozycji napastnika w NAC Breda.

## Kariera klubowa

### Kariera juniorska
Te Vrede rozpoczął karierę w Amsterdamsche Football Club, skąd w 2008 trafił do młodzieżowej drużyny AZ Alkmaar.

### Kariera profesjonalna
1 lipca 2009 został włączony do pierwszego zespołu AZ, z którym podpisał dwuletni kontrakt. W maju 2011 podpisał dwuletni kontrakt z SBV Excelsior. W kwietniu 2012 został zawodnikiem Feyenoordu, z którym podpisał dwuletni kontrakt z możliwością przedłużenia o kolejne dwa lata. Zadebiutował w tym klubie 12 maja 2013 w wygranym 1:0 meczu ostatniej kolejki Eredivisie z NAC Breda, w którym wszedł na boisko w ostatniej minucie za strzelca zwycięskiego gola Graziano Pellègo. W marcu 2014 umowa z zawodnikiem została przedłużona do 2016. W sierpniu 2015 podpisał dwuletni kontrakt z sc Heerenveen z możliwością przedłużenia o kolejny rok. Zadebiutował w tym klubie 11 sierpnia 2015 w wygranym 3:1 meczu z De Graafschap, w którym strzelił gola. W styczniu 2017 podpisał półtoraroczny kontrakt z Bolusporem. W styczniu 2018 podpisał półtoraroczny kontrakt z NAC Breda.

## Kariera reprezentacyjna
W reprezentacji Holandii do lat 18 zadebiutował 1 kwietnia 2009 w wygranym 3:0 meczu z Turcją. Był to jego jedyny mecz w tej kadrze.